# 保安隊
保安隊（ほあんたい、英語表記：National Safety Forces）は、かつて存在した日本の準軍事組織。1952年（昭和27年）10月15日に警察予備隊を改編して発足した。その後、1954年（昭和29年）7月1日に陸上自衛隊に改組された。

## 創設に至る経緯
1950年8月10日、連合国軍占領下の日本における治安部隊として総理府に警察予備隊が設置された。警察予備隊は2年間の期限を切って設置された組織であったが、1952年1月31日の衆議院予算委員会において、吉田首相は「その後については、日本の治安状況や国外の状況などによって『防衛隊』を新たに考えたいと研究中である」と述べた。
一方、1951年9月8日に平和条約とともに調印された日米安保条約では、日本の主権の回復にあわせて、自国の防衛についても漸増的に自ら責任を負うことが規定されていた。平和条約の調印に向けて1951年1月25日に行われた吉田・ダレス会談において、防衛努力の強化を求めるアメリカ側に対し、日本側は、警察予備隊や、当時海上保安庁に設置されていた海上警備隊を充実増強するとともに、これらを統括する治安省（仮称）を新設する案を提示していた。
その後、1952年4月28日の平和条約の発効を受けて、警察予備隊と海上警備隊を統合して一体的運営を図るため、総理府の外局として保安庁が設置されることになった。保安庁の設置にあわせて、警察予備隊を改編して設置されることになったのが保安隊であった。警察予備隊側が「『防衛隊』という名称では国土防衛を主たる目的とするような印象を与え、国内治安部隊という基本的性格を維持するなら不適切」と指摘したために「保安隊」という名称になった。
1952年8月1日には、保安庁の内部部局と、海上警備隊から改編された警備隊が発足したが、警察予備隊の一般隊員の任用期間が10月14日まであったことから、保安隊の発足はこれが満了したのちの10月15日となった。

## 編成（1952年）

管区隊配置（1952年）

- 第一幕僚監部[注 1]
  - 北部方面隊
    - 第二管区隊
      - 第4連隊
      - 第5連隊
      - 第6連隊
      - 第62連隊

    - 北部方面特科団
    - 独立第1特科群
    - 独立第1施設群
    - 独立第1特車大隊

  - 第一管区隊
    - 第1連隊
    - 第2連隊
    - 第3連隊
    - 第61連隊

  - 第三管区隊
    - 第7連隊
    - 第8連隊
    - 第9連隊
    - 第63連隊

  - 第四管区隊
    - 第10連隊
    - 第11連隊
    - 第12連隊
    - 第64連隊

## ギャラリー

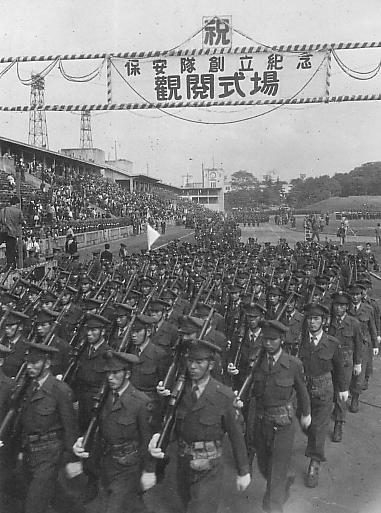
保安隊創立記念観閲式
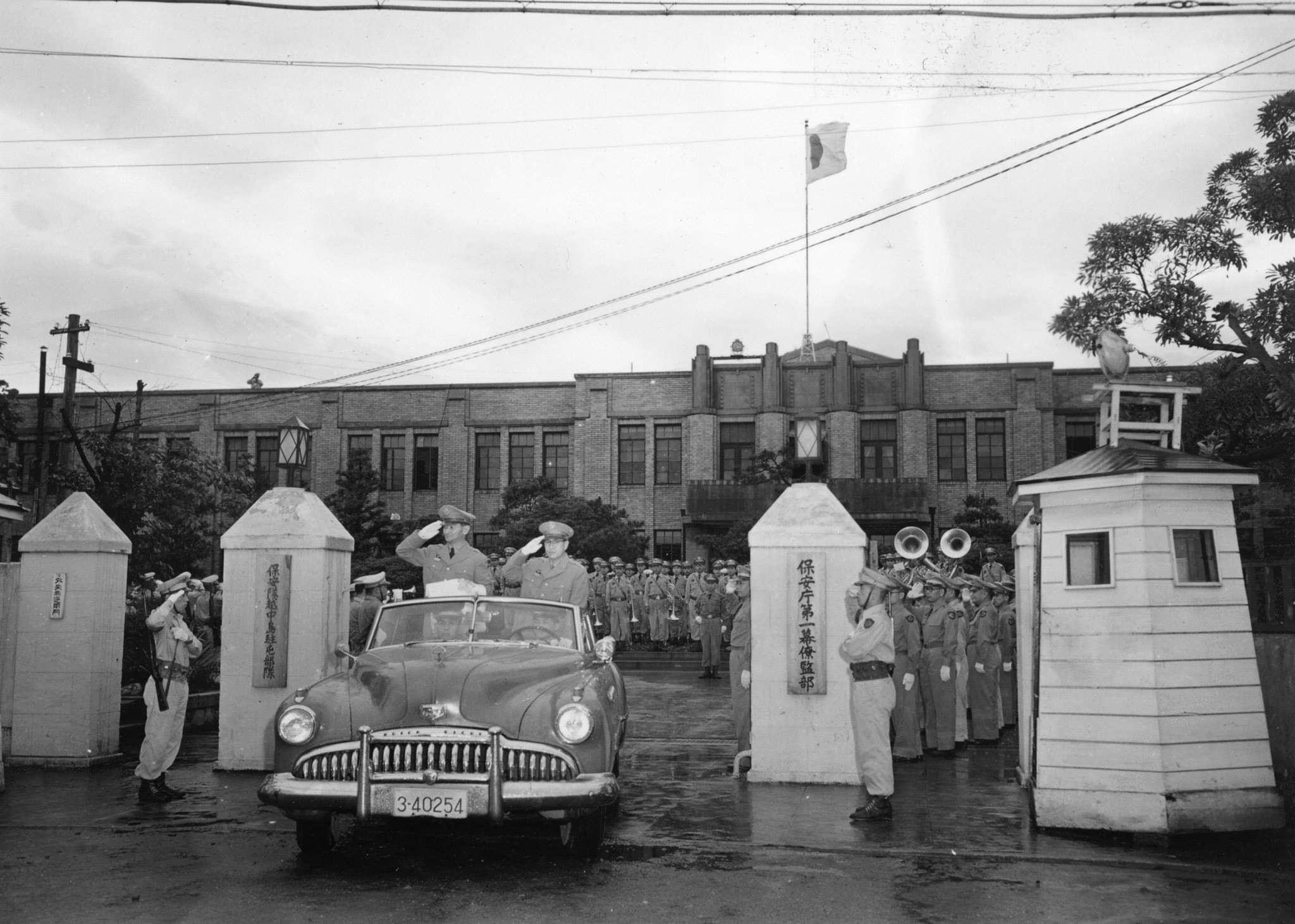
保安庁第一幕僚監部（越中島駐屯地）
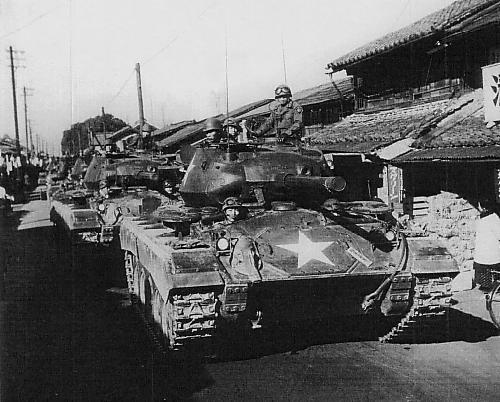
保安隊の特車（1953年）
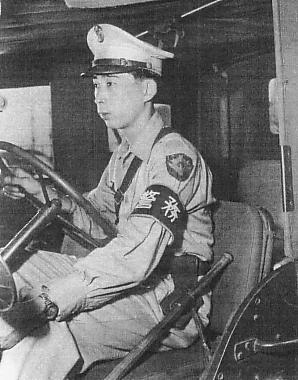
保安隊の警務官（1954年）
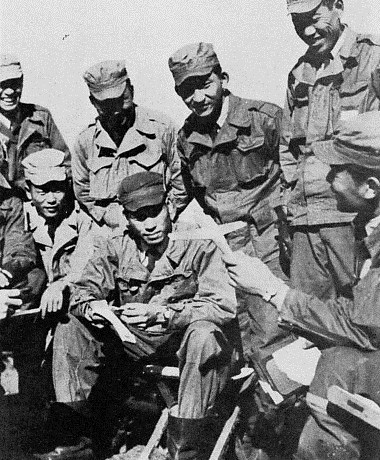
保安隊航空学校の学生（1954年2月）

## 保安官の階級

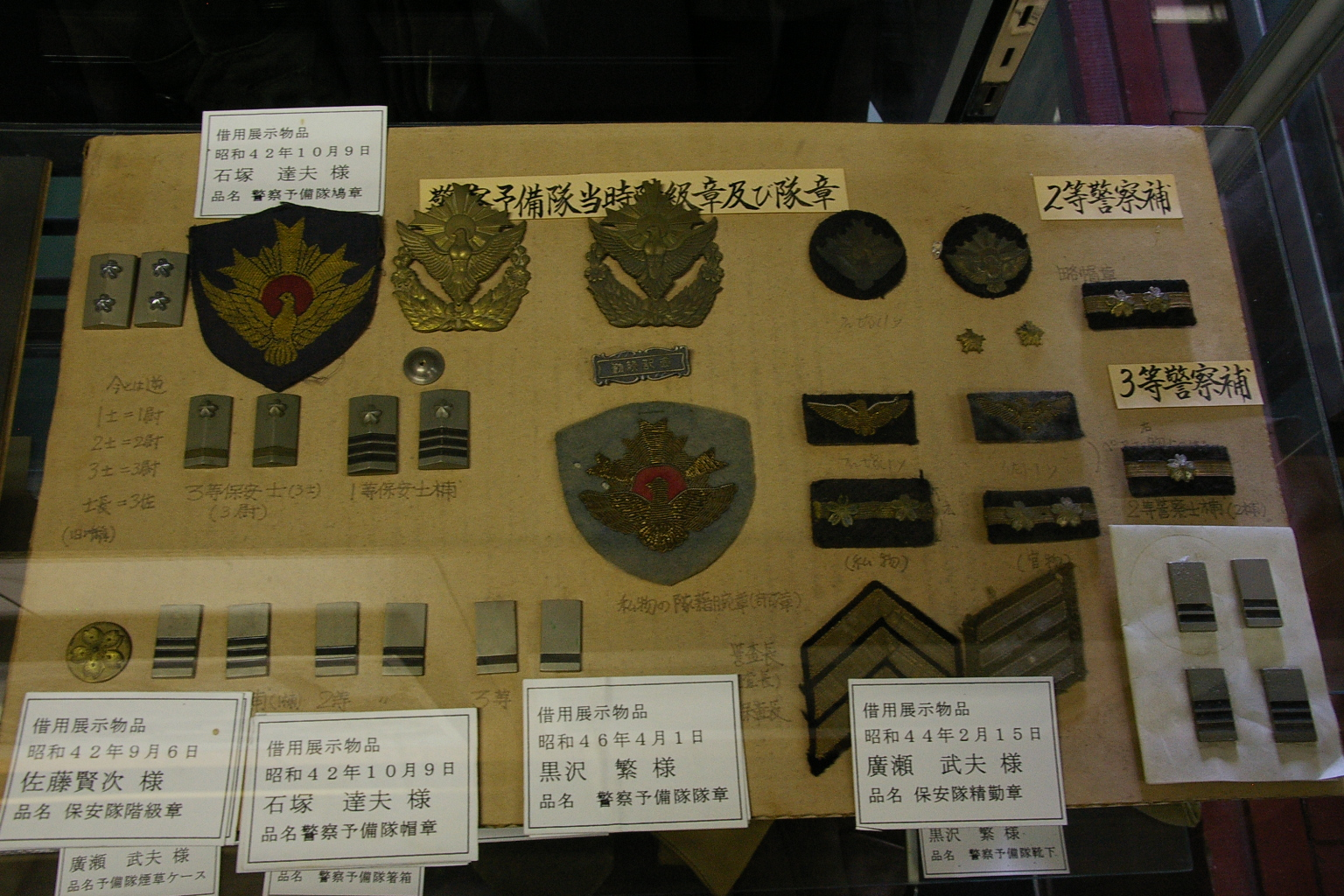
警察予備隊と保安隊の階級章

警察予備隊から保安隊への移行にともない、警察予備隊の警察官は保安官となった。保安隊から陸上自衛隊へ移行した際、保安官は陸上自衛隊の自衛官（陸上自衛官）となった。
| 分類       | 分類       | 階級名                   | 相当階級                 | 相当階級   |
| 分類       | 分類       | 階級名                   | 警察予備隊の警察官       | 陸上自衛官 |
| ---------- | ---------- | ------------------------ | ------------------------ | ---------- |
| 士官相当   | 将官相当   | 保安監（甲）保安監（乙） | 総隊総監たる警察監警察監 | 陸将       |
| 士官相当   | 将官相当   | 保安監補                 | 警察監補                 | 陸将補     |
| 士官相当   | 佐官相当   | 1等保安正                | 1等警察正                | 1等陸佐    |
| 士官相当   | 佐官相当   | 2等保安正                | 2等警察正                | 2等陸佐    |
| 士官相当   | 佐官相当   | 3等保安正                | 警察士長                 | 3等陸佐    |
| 士官相当   | 尉官相当   | 1等保安士                | 1等警察士                | 1等陸尉    |
| 士官相当   | 尉官相当   | 2等保安士                | 2等警察士                | 2等陸尉    |
| 士官相当   | 尉官相当   | 3等保安士                | -                        | 3等陸尉    |
| 下士官相当 | 下士官相当 | 1等保安士補              | 1等警察士補              | 1等陸曹    |
| 下士官相当 | 下士官相当 | 2等保安士補              | 2等警察士補              | 2等陸曹    |
| 下士官相当 | 下士官相当 | 3等保安士補              | 3等警察士補              | 3等陸曹    |
| 兵卒相当   | 兵卒相当   | 保査長                   | 警査長                   | 陸士長     |
| 兵卒相当   | 兵卒相当   | 1等保査                  | 1等警査                  | 1等陸士    |
| 兵卒相当   | 兵卒相当   | 2等保査                  | 2等警査                  | 2等陸士    |

## 災害時の活動
- 1953年（昭和28年）
  - 4月26日 - 長崎県大村市で保安隊の消防車が消火活動に向かう途上、自転車を避けようとして横転。隊員の死者4人、重軽傷者8人[6]。
  - 4月26日から5月12日 - 北海道厚岸郡、根室郡にかけて大規模な山火事（252.9キロ平方メートル）が発生。保安隊700人が緊急出動。
  - 9月25日 - 昭和28年台風第13号による集中豪雨で長野県北穂高村の穂高川と高瀬川の堤防が決壊、村内約100戸が水没した際には、松本駐在部隊の保安隊約200人が救助活動を行った[7]。

## 自衛隊への改組
当時、冷戦構造の顕在化とともに、アメリカ合衆国では相互安全保障法（MSA）を成立させて、西側諸国の防衛体制の強化を図っていた。日本もその対象となり、1953年10月の池田・ロバートソン会談を経て、1954年3月8日には日米相互防衛援助協定（MSA協定）が調印された。
吉田首相は、日本の経済的復興を優先する観点から再軍備には慎重な立場だったが、MSA協定において、日本も自らの防衛に責任を果たすよう義務付けられたほか、与党自由党内でも鳩山一郎など再軍備を要請する声が強まっていたことから、1953年9月27日には改進党の重光葵総裁とも会談し、直接侵略にも対抗できるように防衛力を強化する方針を固めた。そしてこの吉田・重光会談において、保安庁法を改正して、保安隊を自衛隊に改編することが合意された。同年12月5日から1954年3月8日にかけて自由・改進・日本自由の保守3党による折衝が重ねられて、保安庁法の全部改正による防衛庁設置法と自衛隊法の防衛2法案がまとまり、1954年3月9日の閣議決定を経て、同11日に国会に提出された。
防衛2法案が提出された第19回国会は歴史的な大荒れ国会であったが、これら2法案は保守3党の合作だったこともあって政局からの影響は少なく、またほかにも重要法案が多く反対派のエネルギーが分散されたこともあって、6月2日に成立、同9日に公布され、7月1日に施行されて、防衛庁・自衛隊が設置された。大部分の隊員は自衛隊に移行したが、全隊員の6%にあたる約7,300人は移行せずに退官した。